# Cité de Port-Royal
La cité de Port-Royal est une rue du 13e arrondissement de Paris située dans le quartier Croulebarbe.

## Situation et accès
La cité de Port-Royal est située à côté du boulevard de Port-Royal, qui permet de rejoindre la gare de Port-Royal.

## Origine du nom
Cette voie tient son nom au voisinage du boulevard de Port-Royal.

## Bâtiments remarquables et lieux de mémoire
- La caserne de pompiers Port-Royal.